# Ida Njåtunová
Ida Njåtunová (* 6. února 1991 Bærum) je norská rychlobruslařka.
V roce 2008 poprvé startovala na Mistrovství světa juniorů, ve Světovém poháru debutovala na podzim téhož roku. Roku 2010 se premiérově zúčastnila seniorského Mistrovství Evropy. V následujících letech se na evropských i světových šampionátech pravidelně umisťovala v první desítce, jejím nejlepším individuálním výsledkem bylo páté místo na Mistrovství světa ve víceboji 2013. Startovala na Zimních olympijských hrách 2014, kde se umístila nejlépe na šesté příčce v závodě na 3000 m (dále byla sedmá ve stíhacím závodě družstev, dvanáctá v závodě na 1500 m a sedmnáctá na trati 1000 m). Svoji první medaili, bronzovou, vybojovala na vícebojařském světovém šampionátu 2015. Na Zimních olympijských hrách 2018 se v závodě na 3000 m umístila na 12. místě, na poloviční distanci skončila na 7. příčce, na trati 1000 m byla desátá a v závodě na 500 m se umístila na 27. místě.